# Parafia Matki Bożej Częstochowskiej w Kuńkowcach
Parafia Matki Bożej Częstochowskiej w Kuńkowcach – parafia rzymskokatolicka znajdująca się w archidiecezji przemyskiej w dekanacie Przemyśl II. 

## Historia
W 1870 roku w Kuńkowcach została wybudowana mała kaplica, której fundatorami byli Jedlińscy – właściciele wioski. Ok. 1890 roku kaplica została wyremontowana i powiększona przez późniejszego dziedzica Władysława Łozińskiego.
W latach 1932–1937 wybudowano murowany kościół, który poświęcono 4 lipca 1937 roku pw. Matki Bożej Częstochowskiej. 3 grudnia 1949 roku została erygowana parafia, z wydzielonego terytorium  parafii św. Józefa w Przemyślu. W 1951 roku do parafii przyłączono Bełwin, Łętownię i Wapowce, które należały do parafii Ujkowice. W czasie wojny parafią w Kuńkowcach administrował Salezjanim ks. Augustyn Pichura.
Na terenie parafii jest 1 790 wiernych (w tym: Kuńkowce – 562, Bełwin – 117, Łętownia – 512, Ostrów (część) – 118).
Proboszczowie parafii:
1949–1993. ks. Stanisław Grębski.
1993–1999. ks. Janusz Borek.
1999–2003. ks. Jan Buras.
2003–2006. ks. Wacław Socha.
2006–2021. ks. Robert Grela.
2021– nadal ks. Paweł Storek.

## Kościoły filialne
- Bełwin – pod koniec XX wieku – przekształcono dotychczasowy budynek szkoły na kaplicę pw. św. Jana z Dukli[2].
- Łętownia – w latach 1910–1914 z fundacji wiernych i książąt Sapiehów z Krasiczyna wybudowano kościół pw. św. Stanisława Kostki, który 7 września 1919 roku poświęcił bp Karol Fischer. W Łętowni posługiwał ks. Tadeusz Repich, rodak Salezjanin, później ks. Władysław Porębski. 22 września 2019 roku abp Adam Szal dokonał konsekracji kościoła[10].
- Wapowce – 1875 roku rodzina Horodyńskich i książę Leon Sapieha zbudowali murowaną cerkiew św. Mikołaja. W 1926 roku cerkiew została odnowiona[2]. Po wojnie zaadaptowana na kościół filialny pw. św. Mikołaja.

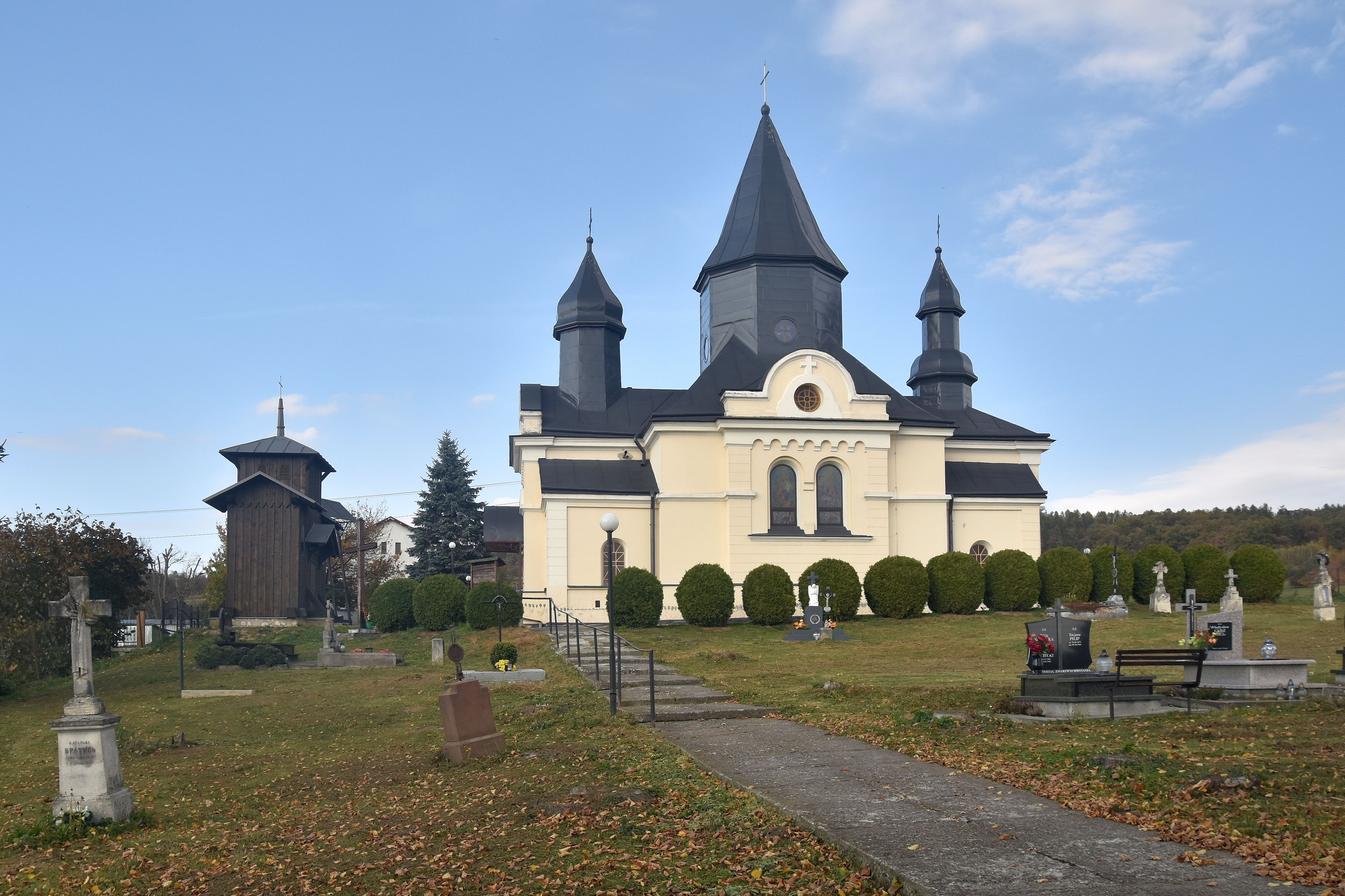
Cerkiew w Wapowcach
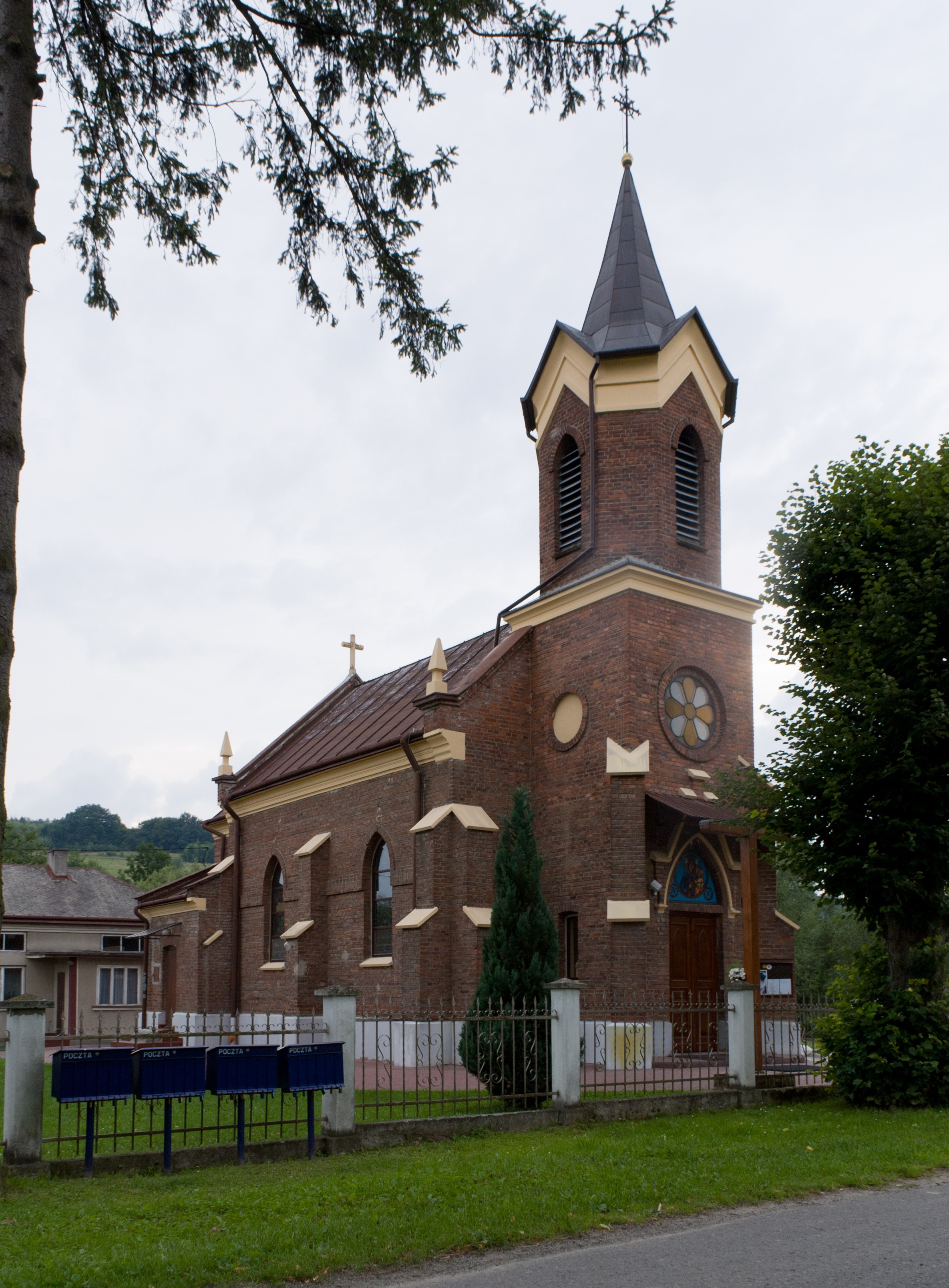
Kościół filialny w Łętowni